# Decreto Barbarroja

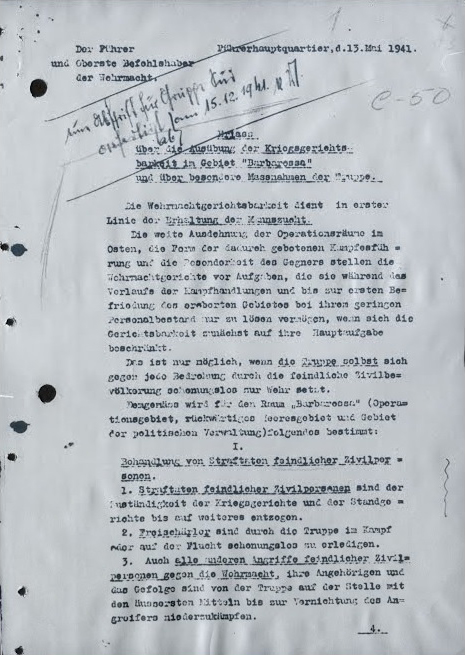
Primera página del decreto

el Decreto Barbarroja fue una de las órdenes criminales dictadas por el Alto Mando de la Wehrmacht (Oberkommando der Wehrmacht) durante la Segunda Guerra Mundial, el 13 de mayo de 1941, poco antes del inicio de la invasión alemana de la Unión Soviética. El decreto fue presentado por Adolf Hitler durante una reunión de alto nivel con oficiales militares el 30 de marzo de 1941, donde declaró que la guerra contra la Unión Soviética sería una guerra de exterminio, en la que las élites políticas e intelectuales de Rusia serían erradicadas por las fuerzas alemanas, para asegurar una victoria alemana duradera. Hitler subrayó que las ejecuciones no serían un asunto de los tribunales militares, sino de la acción organizada de los militares.
El decreto, emitido por el mariscal de campo Wilhelm Keitel unas semanas antes del inicio de la Operación Barbarroja, eximió los delitos punibles cometidos por civiles enemigos (en Rusia) de la jurisdicción de la justicia militar. Los sospechosos debían ser llevados ante un oficial que decidiría si les disparaban. Se decretó que el enjuiciamiento de delitos contra civiles por miembros de la Wehrmacht «no era obligatorio» a menos que fuera necesario para el mantenimiento de la disciplina.

## Decreto
El Decreto Barbarroja (nombre completo «Decreto sobre la jurisdicción de la ley marcial y sobre medidas especiales de las tropas», designación formal C-50) es un documento firmado el 13 de mayo de 1941 por el comandante del Oberkommando der Wehrmacht (OKW), Wilhelm Keitel, durante la preparación de la Operación Barbarroja contra la Unión Soviética en la Segunda Guerra Mundial. El documento se refiere a la conducta militar alemana en relación con los civiles y partisanos soviéticos. Instruyó a las tropas alemanas a «defenderse sin piedad contra toda amenaza de la población civil enemiga».  El decreto también estipulaba que todos los ataques «de civiles enemigos contra la Wehrmacht, sus miembros y el séquito deben ser repelidos en el acto con las medidas más extremas hasta la destrucción completa del atacante».
El 27 de julio de 1941, Keitel ordenó que todas las copias del decreto fueran destruidas, pero sin afectar a su validez.

## Contenido del Decreto

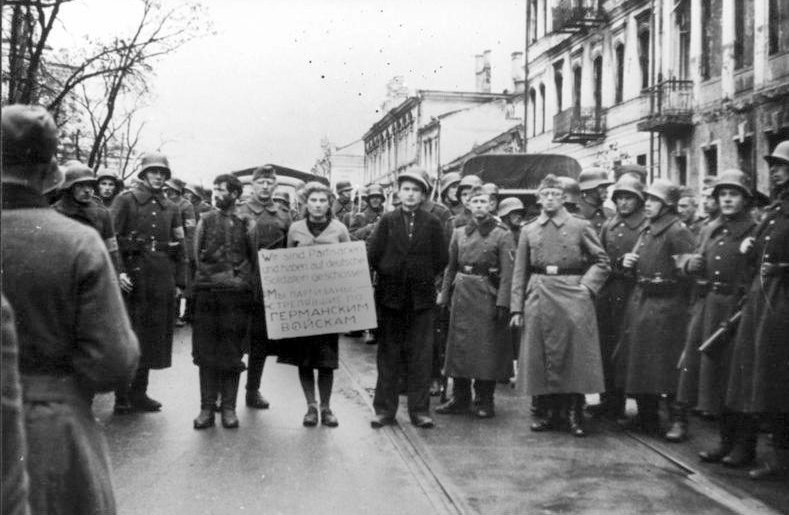
La partisana Masha Bruskina antes de su ejecución con un cartel en el pecho, donde hay una inscripción en alemán y ruso que dice: «Somos partisanos que disparamos contra las tropas alemanas», 26 de octubre de 1941.

La primera sección de la orden del 13 de mayo de 1941 se refiere al «Tratamiento de los crímenes cometidos por civiles enemigos»:
- «Los partisanos deben ser eliminados sin piedad en la batalla o durante los intentos de fuga», y todos los ataques de la población civil contra los soldados de la Wehrmacht  deben ser «reprimidos por el ejército en el mismo lugar mediante el uso de medidas extremas, hasta [la] aniquilación de los atacantes»;
- «Todo oficial de la futura ocupación alemana en el este tendrá derecho a realizar ejecuciones sin juicio previo, sin ninguna formalidad, a cualquier persona sospechosa de tener una actitud hostil hacia los alemanes», (lo mismo se aplica a los prisioneros de guerra);
- «Si no se ha logrado identificar y castigar a los autores de actos antialemanes, puede aplicar el principio de responsabilidad colectiva. Las «medidas colectivas» contra los residentes del área donde ocurrió el ataque pueden entonces ser aplicadas después de la aprobación del comandante del batallón o de un nivel superior de mando»;
- «Los soldados alemanes que cometan crímenes de lesa humanidad, en la URSS y contra los prisioneros de guerra están exentos de responsabilidad penal, incluso si cometen actos punibles según la ley alemana».
- Solo cuando la zona ocupada esté «suficientemente pacificada» podrán los comandantes en jefe introducir la jurisdicción de las fuerzas armadas sobre los civiles.

Una segunda sección de la orden se refiere a los crímenes cometidos por miembros de la Wehrmacht contra civiles de los territorios ocupados:
- No hay obligación de enjuiciar a miembros de la Wehrmacht, incluso si se trata de un crimen militar.
- Al juzgar tales actos, deben tenerse en cuenta los pensamientos de venganza y las experiencias desafortunadas que se han infligido al pueblo alemán a través de la «influencia bolchevique».

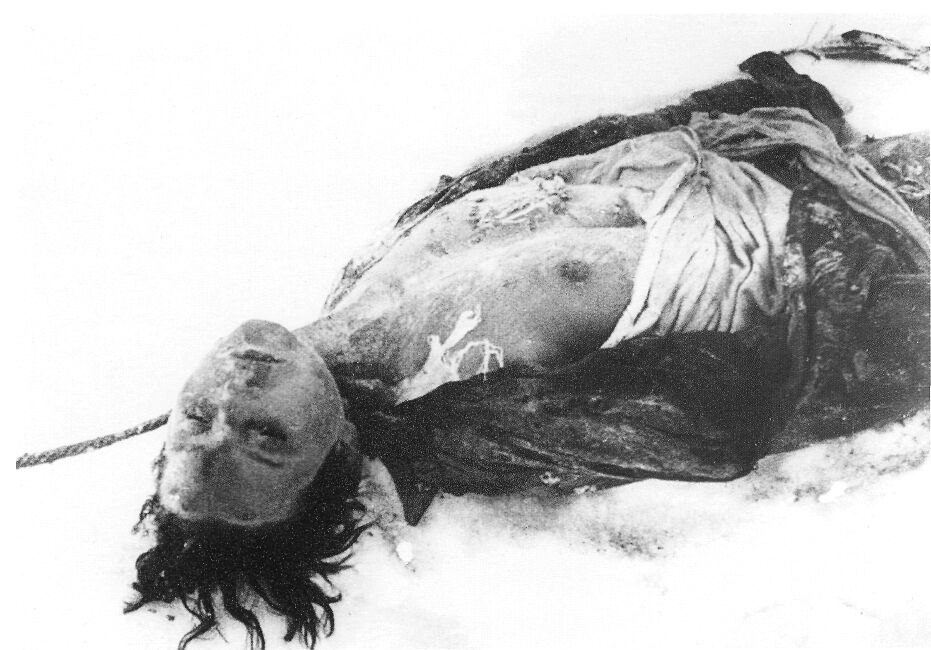
Cadáver de Zoya Kosmodemiánskaya, quien fue torturada, mutilada y ahorcada, yace en la nieve en la aldea de Petrischevo, cerca de Moscú. Foto tomada por Serguéi Strunnikov.

- Cadáver de Zoya Kosmodemiánskaya, quien fue torturada, mutilada y ahorcada, yace en la nieve en la aldea de Petrischevo, cerca de Moscú. Foto tomada por Serguéi Strunnikov.Solo los delitos sexuales graves, los actos de inclinación delictiva, la destrucción sin sentido del alojamiento y el botín son punibles con un consejo de guerra, ya que esto sirve para «mantener la disciplina masculina».
- Debe utilizarse una «extrema precaución» a la hora de evaluar la credibilidad de los civiles enemigos.

La tercera sección enfatiza la responsabilidad personal de los comandantes en la ejecución de la orden:
- Todos los comandantes deben recibir instrucciones de «forma urgente» con la suficiente antelación.
- Los asesores legales deben ser informados de las instrucciones y también de las intenciones políticas comunicadas oralmente por la dirección.
- Solo deben confirmarse aquellos juicios que correspondan a las intenciones políticas de la dirección.

Las «Directrices para la conducta de las tropas en Rusia» emitidas por el OKW el 19 de mayo de 1941 declaraban que el «judeo-bolchevismo» es el enemigo más mortal de la nación alemana, y que «está en contra de esta destructiva ideología y sus partidarios de que Alemania está librando la guerra». Las directrices continuaban exigiendo «medidas despiadadas y vigorosas contra los incitadores bolcheviques, guerrilleros, saboteadores, judíos y la eliminación completa de toda resistencia activa y pasiva» Influenciado por dichas directrices, en una orden enviada a las tropas bajo su mando, el general Erich Hoepner del 4.º Grupo Panzer declaró:

La guerra contra Rusia es un capítulo importante en la lucha por la existencia de la nación alemana. Es la vieja batalla de los germanos contra el pueblo eslavo, de la defensa de la cultura europea contra la inundación moscovita-asiática y del rechazo del bolchevismo judío. El objetivo de esta batalla debe ser la destrucción de la Rusia actual y, por lo tanto, debe llevarse a cabo con una severidad sin precedentes. Toda acción militar debe estar guiada en la planificación y ejecución por una resolución de hierro para exterminar al enemigo sin piedad y por completo. En particular, no se debe librar a ningún partidario del sistema bolchevique ruso contemporáneo.

En el mismo espíritu, el general Müller, que era el oficial superior de enlace de la Wehrmacht para asuntos legales, en una conferencia a los jueces militares el 11 de junio de 1941, advirtió a los jueces presentes que «... en la operación venidera, los sentimientos de justicia deben, en determinadas situaciones, ceder ante las exigencias militares y luego volver a los viejos hábitos de la guerra ... Uno de los dos adversarios debe ser eliminado. Los adherentes a la actitud hostil no se conservan, sino que se liquidan». El general Müller declaró que, en la guerra contra la Unión Soviética, cualquier civil soviético que se sospechara que esta obstaculizando el esfuerzo bélico alemán debía ser considerado un «guerrillero» y fusilarlo en el acto. El Jefe de Estado Mayor del Ejército, el Generaloberst Franz Halder, declaró en una directiva que en caso de ataques guerrilleros, las tropas alemanas debían imponer «medidas colectivas de fuerza» masacrando pueblos enteros si fuera necesario.

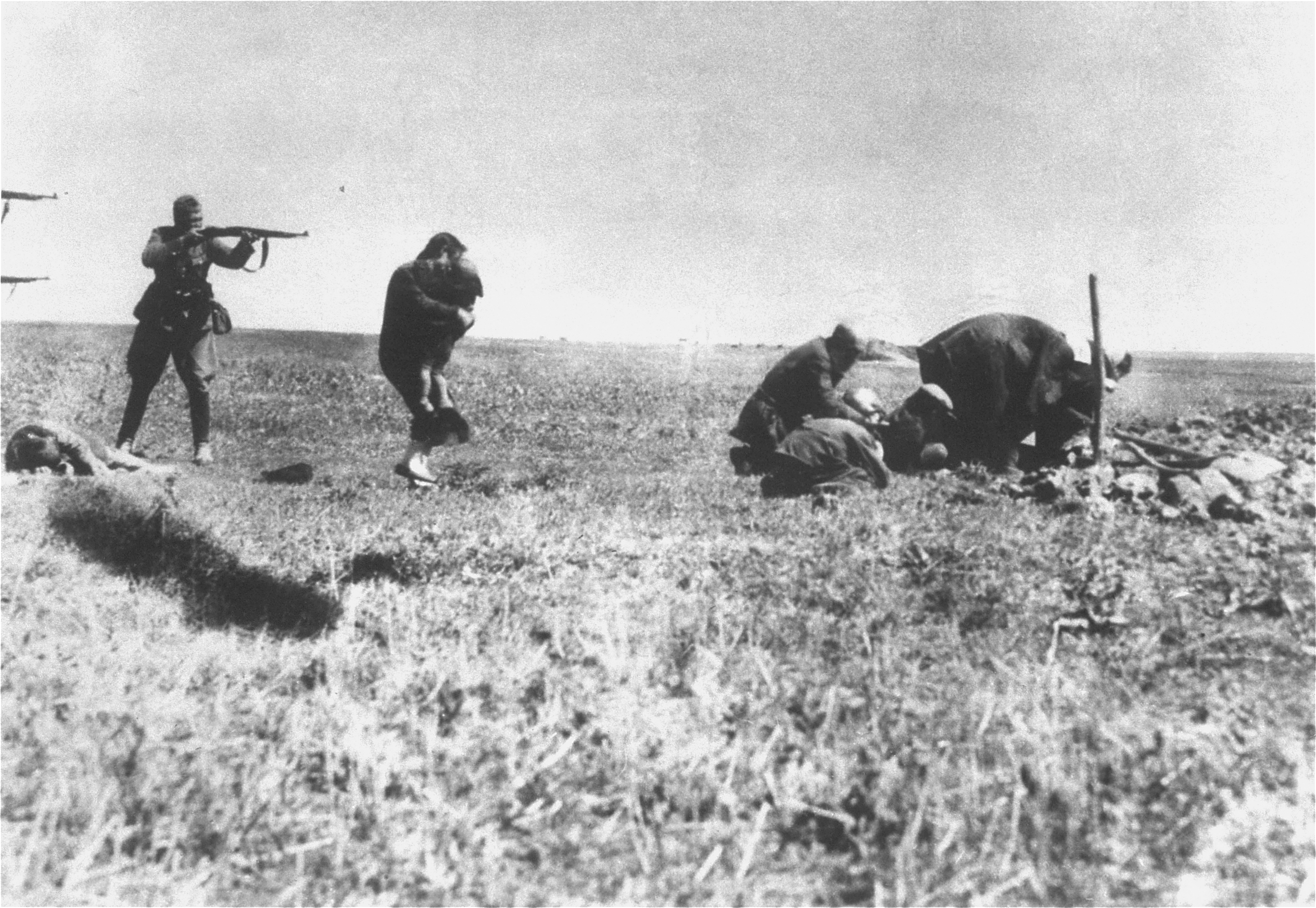
Asesinato de judíos por unidades móviles del ejército alemán (Einsatzgruppen) cerca de Ivángorod (Ucrania)

## Contexto
En noviembre de 1935, el laboratorio de guerra psicológica del Ministerio de Guerra del Reich presentó un estudio sobre la mejor manera de socavar la moral del Ejército Rojo en caso de que estallara una guerra germano-soviética. Trabajando en estrecha colaboración con el Partido Fascista Ruso anticomunista emigrado con sede en Harbin, la unidad de guerra psicológica alemana creó una serie de folletos escritos en ruso para su distribución en la Unión Soviética. Gran parte de dichos folletos fueron diseñados para jugar con el antisemitismo ruso, con un panfleto que llama a los «señores comisarios y funcionarios del partido» un grupo de «judíos en su mayoría inmundos». El panfleto terminaba con un llamamiento a los «hermanos soldados» del Ejército Rojo a levantarse y matar a todos los «comisarios judíos». Aunque este material no se usó en ese momento, más tarde en 1941 se desempolvó el material que el laboratorio de guerra psicológica había desarrollado en 1935 y sirvió de base no solo para la propaganda en la Unión Soviética sino también para la propaganda dentro del ejército alemán.
Antes de la Operación Barbarroja, las tropas alemanas estaban expuestas al adoctrinamiento antisemita y antieslavo violento a través de películas, programas de radio, conferencias, libros y folletos. Las conferencias fueron dictadas por «Oficiales de Liderazgo Nacionalsocialista», que fueron creados para ese propósito, y por sus oficiales subalternos. La propaganda del ejército alemán retrataba al enemigo soviético en los términos más deshumanizados, describiendo al Ejército Rojo como una fuerza de Untermenschen (subhumanos) eslavos y salvajes «asiáticos» que participaban en «métodos bárbaros de lucha asiáticos» comandados por malvados comisarios judíos a quienes las tropas alemanas no debían conceder ninguna piedad. Típico de la propaganda del ejército alemán fue el siguiente pasaje de un panfleto publicado en junio de 1941:

Cualquiera que haya mirado alguna vez a la cara a un comisario rojo sabe lo que son los bolcheviques. Aquí no hay necesidad de reflexiones teóricas. Sería un insulto para los animales si uno llamara bestias a las características de estos atormentadores de personas, en su mayoría judíos. Son la encarnación de lo infernal, del odio loco personificado por todo lo que es noble en la humanidad. En la forma de estos comisarios asistimos a la revuelta de los infrahumanos contra la noble sangre. Las masas a las que están conduciendo a la muerte con todos los medios de terror gélido e incitación lunática habrían provocado el fin de toda vida significativa, si la incursión no se hubiera evitado en el último momento; "[la última declaración es una referencia a la «guerra preventiva» que supuestamente era Barbarroja].

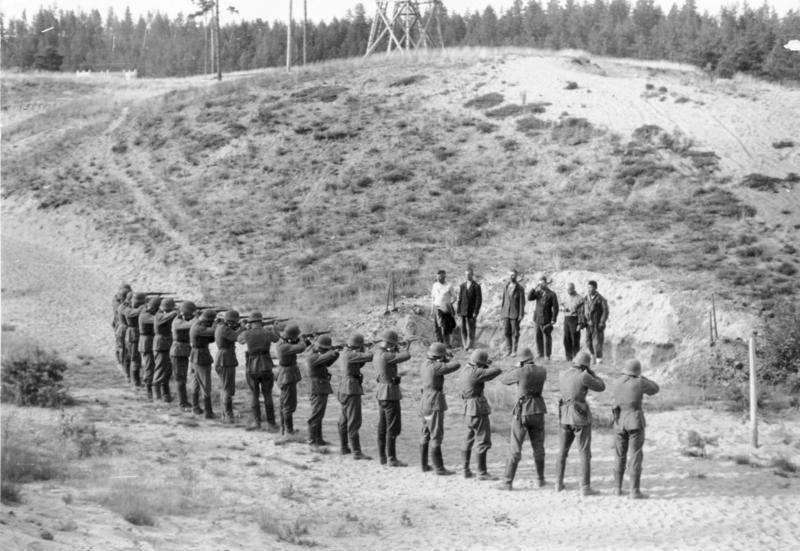
Fusilamiento de un grupo de partisanos por tropas de ocupación nazis

Como resultado de este tipo de propaganda, la mayoría de los oficiales y soldados de la Wehrmacht tendían a considerar la guerra en términos nazis, viendo a sus oponentes soviéticos como basura subhumana que merece ser pisoteada. Un soldado alemán escribió a su padre el 4 de agosto de 1941 que:

Las lamentables hordas del otro lado no son más que delincuentes que son impulsados por el alcohol y la amenaza [de los comisarios] de pistolas en la cabeza ... ¡No son más que un montón de imbéciles! ... El haberme encontrado con estas hordas bolcheviques y haber visto cómo viven me ha dejado una impresión duradera. Todo el mundo, incluso el último que duda, sabe hoy que la batalla contra estos subhumanos, que han sido azotados en un frenesí por los judíos, no solo es necesaria, sino que llega en el último momento. Nuestro Führer ha salvado a Europa del caos.

La mayoría de los miembros de la Wehrmacht colaboró con entusiasmo con las Schutzstaffel y la policía en el asesinato de judíos en la Unión Soviética. El historiador británico Richard J. Evans escribió que los oficiales subalternos tendían a ser nacionalsocialistas especialmente celosos, y un tercio de ellos eran miembros del Partido Nazi en 1941. La  Wehrmacht  lo hizo no solo obedecer las órdenes criminales de Hitler para la Operación Barbarroja por obediencia, sino más bien porque compartían la creencia de Hitler de que la Unión Soviética estaba dirigida por judíos, y que era necesario que Alemania destruyera por completo el judeo-bolchevismo. A este respecto el historiador Jürgen Förster escribió que la mayoría de los oficiales de la Wehrmacht creían sinceramente que la mayoría de los comisarios del Ejército Rojo eran judíos, y que la mejor manera de derrotar a los soviéticos era matar a todos los comisarios para privar a los soldados rusos de sus líderes judíos.

## Recepción por la Wehrmacht
La orden estaba en línea con los intereses del Alto mando de la Wehrmacht, que estaba ansioso por asegurar las instalaciones logísticas y las principales vías de comunicación detrás de las líneas del frente para las divisiones en el Frente Oriental. El 24 de mayo de 1941, el mariscal de campo Walther von Brauchitsch, jefe del Alto Mando del Ejército Alemán (Oberkommando des Heeres  - OKH), modificó ligeramente los supuestos de la «Jurisdicción de Barbarroja». «Sus órdenes eran utilizar la jurisdicción solo en los casos en que la disciplina del ejército no se viera afectada». Al contrario de lo que se afirmó después de la guerra, los generales de la Wehrmacht como Heinz Guderian, no tenían intención alguna de mitigar los registros de la jurisdicción de una orden, o de contradecir las intenciones de Hitler. Su mando estaba destinado únicamente a prevenir excesos individuales que pudieran dañar la disciplina dentro de las filas del ejército, sin cambiar las intenciones de exterminio de la orden.